# Villiers-Vineux
 Villiers-Vineux  es una población y comuna francesa que se encuentra en la región de Borgoña, departamento de Yonne, en el distrito de Avallon y cantón de Flogny-la-Chapelle.

## Demografía
| 250 | 212 | 194 | 214 | 257 | 246 |
| Para los censos de 1962 a 1999 la población legal corresponde a la población sin duplicidades (Fuente: INSEE [Consultar]) |     |     |     |     |     |